# خانه اکبر اکبری
خانه اکبر اکبری مربوط به دوره زند - دوره قاجار است و در شیراز، محله گود عربان، کوچه حمام صدر آباد، پلاک ۱ واقع شده و این اثر در تاریخ ۸ مرداد ۱۳۸۱ با شمارهٔ ثبت ۶۰۵۰ به‌عنوان یکی از آثار ملی ایران به ثبت رسیده است.